# Quiche da coroação
A quiche de coroação é uma quiche escolhida pelo rei Carlos III e sua esposa rainha Camilla para celebrar a coroação de Carlos III durante os Grandes Almoços em maio de 2023. O site oficial da família real britânica descreveu o prato como uma "quiche profunda com massa crocante e leve e sabores delicados de espinafre, favas e estragão fresco" que pode ser consumida quente ou fria.

## História
Faz parte da tradição britânica escolher ou elaborar pratos especiais para celebrar momentos marcantes da vida de seus monarcas. Entram nesta lista receitas como o Frango da coroação e o Pudim de Platina em homenagem à Rainha Elizabeth II, por exemplo.

## Receita

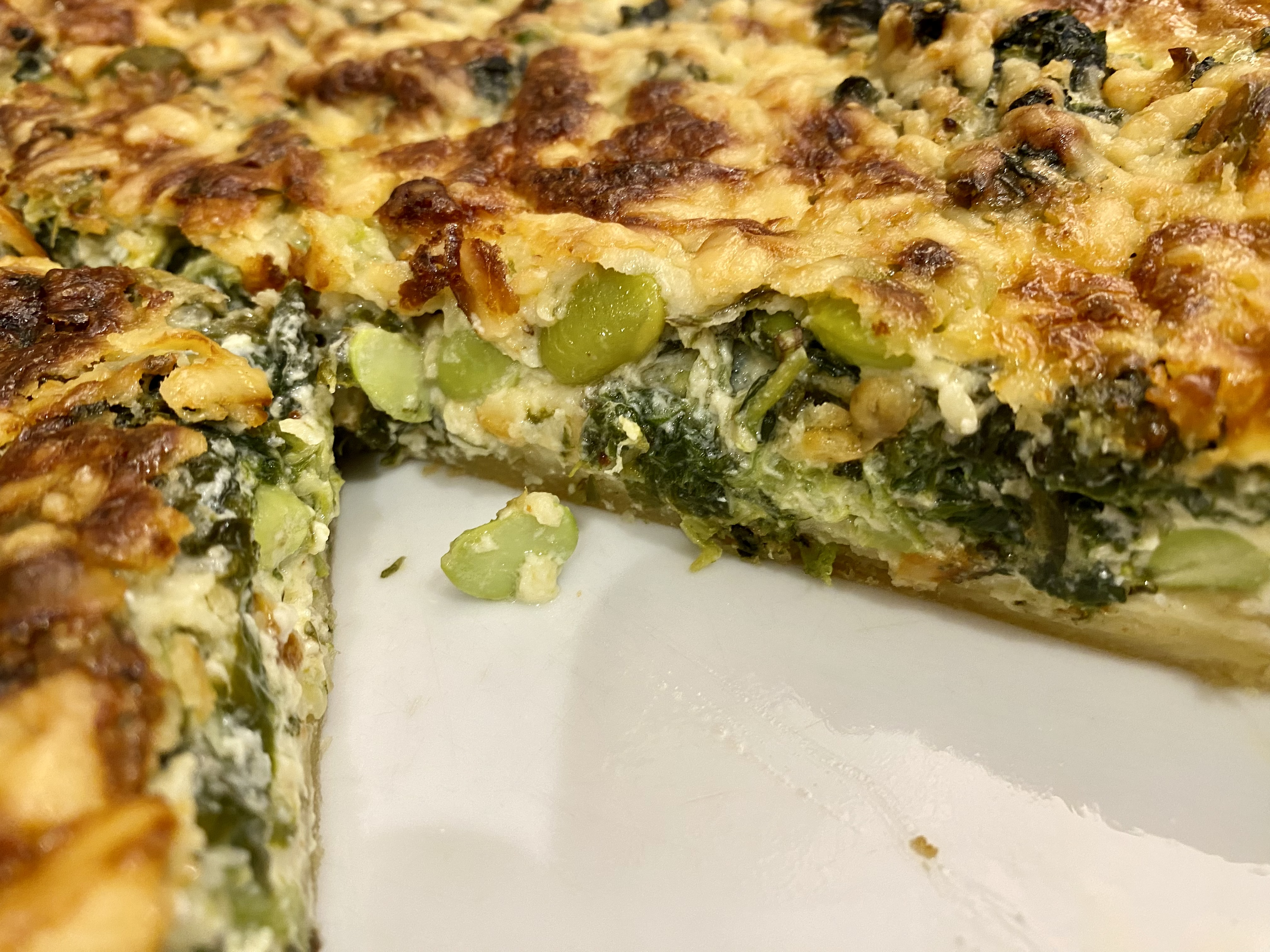
Imagem do recheio da quiche

A massa leva, entre outros ingredientes, farinha, manteiga, leite e um tipo de "massa quebrada" pronta. O recheio leva ingredientes  como creme de leite, ovos, queijo cheddar, estragão, espinafre e favas, que podem ser substituídas por soja.
O prato foi idealizado pelo chef real Mark Flanagan e foi escolhido por sua versatilidade, pois pode ser consumido quente ou frio, é fácil e econômico de fazer e pode ser facilmente adaptado para atender a várias necessidades dietéticas.